# العلم الرئاسي المصري
العلم الرئاسي المصري، هو علم يُستخدم في حضور رئيس جمهورية مصر العربية أثناء مباشرة مهام عمله.

## الاستخدام

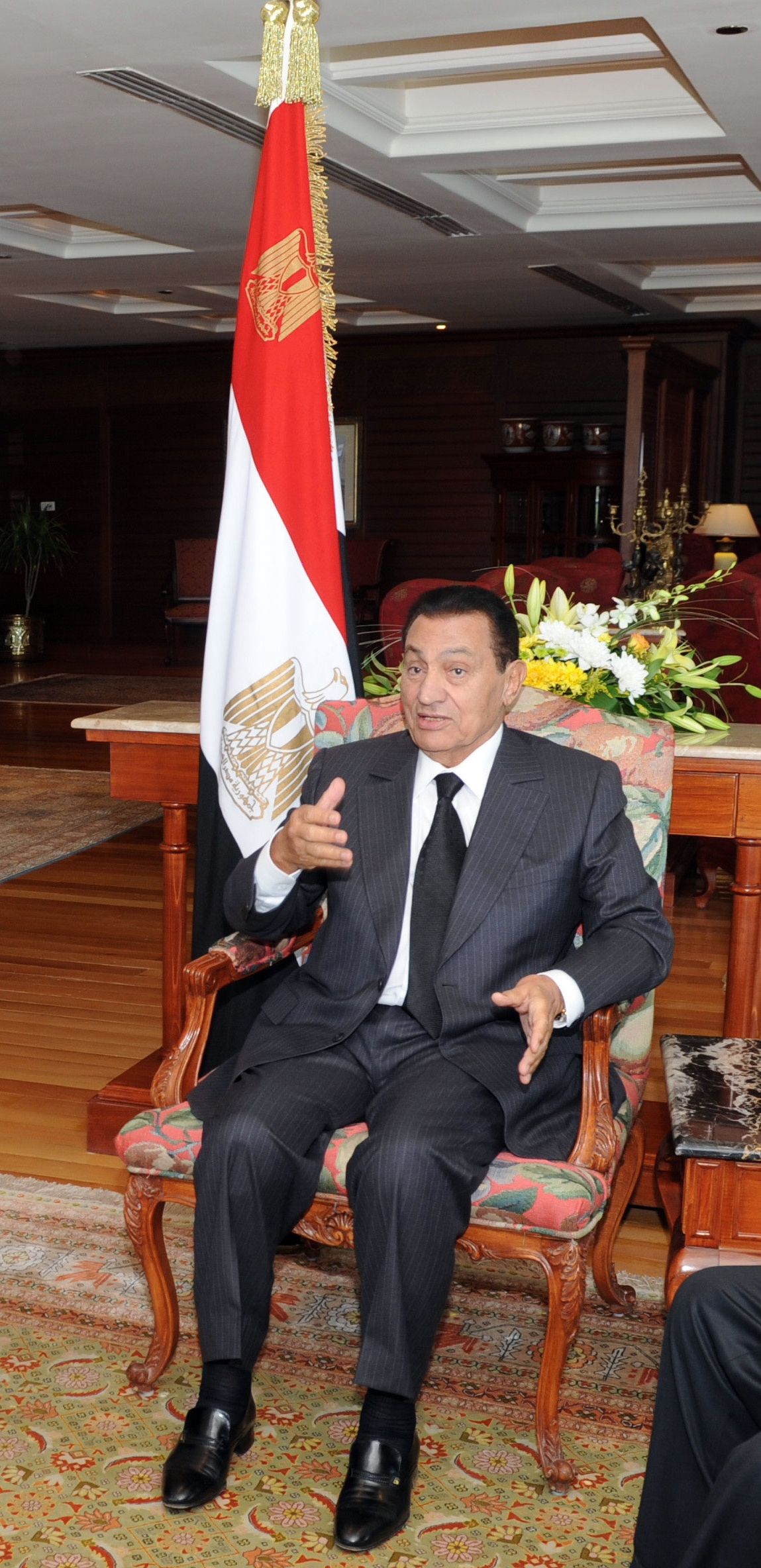
العلم الرئاسي خلف الرئيس الأسبق محمد حسني مبارك.

العلم الرئاسي المصري هو نفسه العلم الوطني، مع إضافة نسر صلاح الدين في الزاوية اليسرى العليا. ويوضع العلم خلف الرئيس على يمينه أثناء جلوسه، كذلك على الرفرف الأيسر لسيارته خلال مباشرة مهام عمله مع وضع العلم الوطني على الرفرف الأيمن.
بما أن الدستور المصري ينص على أن رئيس الجمهورية هو القائد الأعلى للقوات المسلحة، فإن له علم خاص كقائد بجانب العلم الرئاسي، وهو عبارة عن العلم الوطني بنسر ذهبي بالكامل مع إضافة سيفين متقاطعين في الأعلى ناحية السارية. المراسم العسكرية تنص على أن أعلام القائد الأعلى يجب أن تُرفع خلال زيارات الرئيس لكل وحدة عسكرية، أي يجب رفع العلم الوطني في الوسط، والعلم الرئاسي على جانبها الأيمن، وعلم القائد الأعلى على جانبها الأيسر.

## التاريخ

### في الدولة الأيوبية

العلم الشخصي لصلاح الدين الأيوبي عندما كان حاكماً للدولة الأيوبية، وهو مماثل للعلم الرئاسي الآن. وكان عبارة عن نسر مصري قاتم الحمرة على خلفية صفراء، والذي عُرف بنسر صلاح الدين فيما بعد.

### في العصر الملكي

العلم الملكي لملك المملكة المصرية، وكان يوضع في حضور الملك
العلم الملكي للقوات الملكية الجوية المصرية، والذي يرفع فقط في حضور الملك للمراسم العسكرية للقوات الجوية
علم ولي عهد المملكة المصرية
علم ولي العهد للقوات الجوية الملكية المصرية، والذي يرفع فقط في حضور ولي عهد الملك للمراسم العسكرية للقوات الجوية

### في العصر الجمهوري

العلم الرئاسي لرئيس الجمهورية العربية المتحدة من 1958 حتى 1971، وهو بنفس تصميم العلم لكن بنسر صلاح الدين في الأعلى
العلم الرئاسي للقوات البحرية (1958 - 1971)، وكان يرفع أثناء حضور الرئيس لمراسم القوات البحرية
العلم الرئاسي لرئيس جمهورية مصر العربية، من عام 1971 حتى 1984، وهو بنفس ألوان العلم لكن بدون نسر صلاح الدين وإضافة صقر قريش في الأعلى فقط